# Отвара
Отварата е остатък от варене.
Думата се използва в кулинарията - за приготвяне на чай, бульон и пр., но нерядко и в други сфери, където се използва варене - в хранителната промишленост и др. В митологията, фентъзи литературата и пр. отвара може да означава остатъчно вещество от варене с особени свойства – лечебни, отровни или дори с магически качества.
В легендите отварата е направена от магьосник, вещица или знахар смес, използвана за лечение, омагьосване или отравяне на хора. Например, любовната отвара кара човек да се влюби; сънната отвара кара човек да заспи (в приказките това може да варира от обикновен сън до почти смъртоподобен транс); еликсирите са отвари, които лекуват всяка рана или болест.
Създаването на различни типове отвари е било честа практика в алхимията.
През 19 век в доста държави често срещани са били скитащи знахари, предлагащи отвари, способни да излекуват всяка болест и да облекчат всяка болка.
Отварите са често срещани и в литературата. Например в книгата „Странният случай с доктор Джекил и мистър Хайд“ на Робърт Луис Стивънсън д-р Хенри Джекил използва отвара, която го превръща в чудовищния Хайд.
В модерните фентъзи романи и филми отварите често се използват като заклинания в течна форма. Във фентъзи жанра отварите често се използват за лекуване, трансформации, като любовни заклинания, за невидимост или неуязвимост. Във филмовата серия за Астерикс магическата отвара на друида дава свръхчовешка сила на този, който отпие от нея. В книгите от поредицата „Хари Потър“ отварите са показани като магическа химия.
Отварите са били известни като зло и в класическите произведения често са обвързани с вещици, събрали се край котел. Подобен пример е Шекспировата пиеса „Макбет“.
В отварите често се споменават зловещи и отвратителни съставки, като например очи от златоочица, далак от прилеп или крака от жаби. Тази необичайна традиция може да се проследи още до Древен Рим и Древна Гърция, където лекарствата, приготвяни от тогавашните лекари, често се използвала прилепова кръв, счукани бръмбари, жаби, пера и дори смлени гущери, тъй като тези съставки имали предполагаеми магически свойства.
Традицията на зловещите съставки се затвърдява и от класическата литература. Например вещиците от „Макбет“ използват кучешки език, косми от прилеп, тритоново око и пръст от жаба.